# 维多利亚·卡尔沃
维多利亚·卡尔沃（西班牙語：Victoria Carbó，1963年5月15日—），阿根廷女子曲棍球运动员。她曾代表阿根廷参加1987年和1991年泛美运动会曲棍球比赛，获得二枚金牌。她也曾出战1988年夏季奥运会。